# لوکا مونتاناری
لوکا مونتاناری (ایتالیایی: Luca Montanari؛ ‏ زادهٔ ۱۰ دسامبر ۱۹۶۵) تدوین‌گر اهل ایتالیا است.
وی بیشتر با کارگردانانی چون کارلو وانتسینا و نری پارنتی همکاری داشته‌است.
از فیلم‌هایی که وی در آن‌ها نقش داشته‌است، می‌توان به و اینک سکس، کنزینگتون جنوبی، نهار یکشنبه و کریسمس در ریو اشاره نمود.